# W-12
W-12 — тральщик Імперського флоту Японії, який взяв участь у Другій світовій війні.
Корабель, який належав до типу W-7, спорудили у 1939 році на верфі Ishikawajima Shipyard у Токіо.
З червня 1941-го корабель належав до 21-го дивізіону тральщиків. Напередодні вступу Японії у Другу світову війну W-12 перейшов з метрополії Мако (важлива база ВМФ на Пескадорських островах у південній частині Тайванської протоки), а 7 грудня вийшов звідси із завданням супроводжувати загін, що мав висадити допоміжний десант на півночі філіппінського острова Лусон. Висадка відбулася в ніч проти 10 грудня у Вігані.
15 грудня 1941-го тральщик вже був на острові Амаміосіма (центральна група архіпелагу Рюкю), звідки 17—25 грудня супроводив транспорти, які висадили інший допоміжний десант на східному узбережжі Лусону в затоці Ламон-Бей.
26—31 грудня 1941-го W-12 прямував до Давао (порт на південному узбережжі острова Мінданао), звідки вийшов 9 січня серед численних кораблів ескорту, які супроводжували транспорти з десантом до Менадо на північно-східному півострові острова Целебес. Десантування успішно відбулося в ніч проти 11 січня. 21 січня тральщик рушив від островів Бангка (неподалік від Менадо) для супроводу десанту до Кендарі (південно-східний півострів Целебесу), який висадили 24 січня.
29 січня 1942-го W-12 полишив Кендарі, ескортуючи транспорти з військами, що мали заволодіти островом Амбон (Молуккські острови). Цього разу гарнізон союзників чинив опір кілька діб, а W-12 2 лютого під час тралення підірвався на міні та зазнав певних пошкоджень.
Станом на початок березня 1942-го тральщик перебував у Купанзі на острові Тимор (захоплений японцями 19 лютого), при цьому невдовзі його передали до 21-ї спеціальної військово-морської бази. Наступні п'ять місяців корабель діяв на сході Індонезії, зокрема в районах Амбону, Кендарі та Сурабаї. З 8 по 17 травня W-12 брав участь у операції з осадження гарнізонами Малих Зондських островів (Ломбок, Сумбава, Флорес). З 12 по 26 серпня 1942-го тральщик перебував на ремонті у Сурабаї (головний порт на сході острова Ява), після чого пройшов до метрополії та з 22 вересня по 24 жовтня проходив доковий ремонт у Сасебо (обернене до Східнокитайського моря узбережжя Кюсю).
Наприкінці жовтня 1942-го W-12 рушив назад до Індонезії і два з половиною роки ніс тут патрульно-ескортну службу з відвідуванням портів Сурабая, Амбон, Кендарі, Батавія (наразі Джакарта), Купанг, Ділі (так само острів Тимор), Максассар (південно-західний півострів Целебесу), Балікпапан (центр нафтовидобутку на східному узбережжі Борнео), Банджермасін (південно-східне завершення Борнео).
6—29 березня 1943-го W-12 супроводжував конвой Ji Yuso № 4, який пройшов з Сурабаї до кількох японських гарнізонів на західному узбережжі Нової Гвінеї та назад, а з 1 по 16 квітня тральщик здійснив круговий рейс між Сурабаєю та островом Різдва (у Індійському океані за кілька сотень кілометрів на південь від острова Ява). У червні та липні W-12 двічі ходив на захід Нової Гвінеї, у першій половині серпня пройшов доковий ремонт у Сурабаї, а 15 серпня — 7 вересня провів черговий круговий ескортний рейс між Сурабаєю та новогвінейськими гарнізонами.
26 листопада 1943-го W-12 повів з Амбону транспорт «Суец-Мару», який перевозив близько 1200 військовополонених. 29 листопада підводний човен торпедував і потопив транспорт, при цьому кілька сотень людей вціліли та опинились у воді. W-12 підібрав японців і корейців, після чого команда тральщика відкрила вогонь по військовополонених. У підсумку з останніх вижив лише один.
26 березня 1944-го W-12 разом зі ще одним кораблем вийшли з Сурабаї для ескортування конвою із трьох транспортів. Наступної доби американський підводний човен потопив транспорт «Нічінан-Мару», при цьому загинуло більш як триста військовослужбовців і членів екіпажу.
29 березня 1944-го тральщик сів на мілину, з якої зійшов уже за кілька годин за допомогою патрульного корабля PB-104. Після цього W-12 пройшов інспекцію корпусу в доці Сурабаї, за результатами якої повернувся до служби (втім, з 7 по 25 травня корабель все-таки пройшов доковий ремонт у тій же Сурабаї).
24 липня 1944-го W-12 повів з Сурабаї на Амбон транспорт «Сея-Мару» (Seia Maru). Втім, вночі 1 серпня одиночний літак атакував та уразив транспорт, який загорівся та за пів доби затонув. W-12 зміг прийняти маже дві сотні вцілілих та доправив їх до Амбону.
23 серпня 1944-го W-12 вийшов із Сурабаї у рейс до острова Різдва, де 26 серпня вивантажив доправлене продовольство. Іншим завданням тральщика був пошук Посильного судна № 113 (Kotsusen No. 113 — одне з допоміжних дерев'яних суден, які японці споруджували з використанням місцевих можливостей у Нідерландській Ост-Індії), зв'язок з яким втратили 22 серпня після ворожого авіанальоту на зазначений острів. 29—30 серпня W-12 поповнив запаси в Батавії, після чого відновив пошуки Посильного судна № 113 і 31 серпня нарешті зустрівся з ним. Є відомості, що в цей же період W-12 час від часу здійснював охорону транспорту «Ширетоко-Мару» (Shiretoko Maru), що пройшов з Батавії до Падангу (порт на південному узбережжі Суматри), а 5 вересня був потоплений підводним човном, після чого тральщик підібрав 8 вцілілих та провів безрезультатні атаки глибинними бомбами (втім, за іншими даними, «Ширетоко-Мару» загинуло ще 24 серпня під час удару по Падангу британського авіаносного з'єднання). 7—15 вересня W-12 здійснив ще один рейс з Батавії до острова Різдва та назад, при цьому періодично здійснював охорону Посильного судна № 113.
У першій половині грудня 1944-го W-12 залучили до перевезення загону військовослужбовців між островом Холо (архіпелаг Сулу) та островом Таракан (ще один центр нафтовидобувної промисловості біля північно-східного завершення Борнео).
8—13 березня 1945-го W-12 здійснив транспортний рейс з Сурабаї до Купангу, а 4 квітня вийшов зі все тієї ж Сурабаї у складі загону легкого крейсера «Ісудзу», що мав завдання перевезти велику кількість військовослужбовців до Купангу та на острів Сумбава. 5 квітня загін вдало розвантажився на Тиморі й наступної доби рушив до другого острова, при цьому за ним уже полювали 4 підводні човни союзників. Того ж 6 квітня «Ісудзу» висадив бійців на Сумбаві та попрямував назад. Американська субмарина «Бесуго» перехопила японські кораблі та випустила по крейсеру 9 торпед, жодна з яких не поцілила «Ісудзу», але одна влучила у W-12. Тральщик ще зміг викинутись на берег острова Комодо, де був повторно торпедований і затонув.